# NDDO
NDDO, neglect of diatomic differential overlap (en français : négligence du recouvrement différentiel diatomique) est un formalisme introduit pour la première fois par John Pople ; il est à la base de la plupart des méthodes semi-empiriques en chimie numérique. Alors qu'INDO a ajouté toutes les intégrales bi-électroniques à un centre au formalisme CNDO/2, NDDO ajoute toutes les intégrales à deux centres pour la répulsion entre une distribution de charge sur un centre et une distribution de charge sur un autre centre. Sinon, l'approximation du recouvrement différentiel nul est utilisée. Le logiciel le plus courant est MOPAC (Molecular Orbital PACkage).
Dans la méthode NDDO, la matrice de recouvrement S est remplacée par la matrice unité. Cela permet de remplacer l'équation séculaire Hartree–Fock {\displaystyle |H-ES|=0} par une équation plus simple, {\displaystyle |H-E|=0}. Les intégrales bi-électroniques de l'approximation NDDO peuvent être à un, deux, trois ou quatre centres.
Les intégrales à un ou deux centres sont évaluées de manière approximative ou paramétrées sur la base de données expérimentales, tandis que les intégrales à trois ou quatre centres disparaissent. Habituellement, seuls les électrons de valence sont traités en mécanique quantique, tandis que le rôle des électrons de coeur est de réduire la charge nucléaire. Les calculs semi-empiriques sont habituellement effectués sur un ensemble de bases minimal.